# Bernard Rimland
Bernard Rimland (ur. 15 listopada 1928 w Cleveland, zm. 21 listopada 2006 w San Diego) – amerykański psycholog kliniczny. W swojej działalności naukowej zajmował się problematyką autyzmu.
Założył dwie organizacje działające na rzecz osób autystycznych: Autism Society of America i Autism Research Institute.

## Twórczość książkowa
- 1964 – Infantile Autism: The Syndrome and Its Implication for a Neural Theory of Behavior
- 1976 – Modern Therapies (współautorstwo: Virginia Binder, A. Binder)
- 1998 – Biological Treatments for Autism and PDD (współautorstwo: William Shaw, Lisa Lewis, Bruce Semon)
- 2001 – Tired - so Tired!: And the "Yeast Connection" (współautorstwo: William Crook, Cynthia Crook)
- 2003 – Vaccines, Autism and Childhood Disorders: Crucial Data That Could Save Your Child's Life (współautorstwo: Neil Z. Miller)
- 2003 – Treating Autism: Parent Stories of Hope and Success (współautorstwo: Stephen M. Edelson)
- 2006 – Recovering Autistic Children (pierwotny tytuł: Treating Autism) wyd. 2. (współautorstwo: Stephen M. Edelson)